# Тупелче
Тупелче (словен. Tupelče) — поселення в общині Комен, Регіон Обално-крашка, Словенія. Висота над рівнем моря: 301 м.